# Comuna de Piaski
Piaski (polaco: Gmina Piaski) é uma gminy (comuna) na Polónia, na voivodia de Grande Polónia e no condado de Gostyński.

## Área
Estende-se por uma área de km².

## Comunas vizinhas
- Dolsk, Gostyń, Krobia, Krobia, Borek Wlkp., Pogorzela, Pępowo